# Јунак и терор
Јунак и терор (енгл. Hero and the Terror) је амерички акциони филм из 1988. године са Чаком Норисом у главној улози. 

## Радња филма
Чак Норис игра Денија Обрајена, полицајца који мора да заустави серијског убицу Сајмона Муна, познатог и као „Терор”.